# DJ Lugi
DJ Lugi, noto anche come BoogieLou, Lugisoul, Louis o Luvigiù, pseudonimo di Luigi Pecora (Adama, 8 gennaio 1969), è un rapper, disc jockey e beatmaker etiope naturalizzato italiano.
È considerato uno dei più importanti promotori della cultura hip hop e dell'underground rap italiano, avendo contribuito sia alla nascita sia alla diffusione di tale cultura nella penisola. Appartenente alla cosiddetta golden age degli anni '90, può vantare collaborazioni con i maggiori esponenti della scena del periodo, come Neffa, Fritz da Cat, El Presidente, Kaos, Inoki e Fabri Fibra, solo per citarne alcuni; continua ad essere attivo nell'ambiente underground, ritrovandosi anche al fianco di artisti internazionali come MF Doom o dei De La Soul.

## Biografia[6][7][8][9]

### Le origini e la scena calabrese
Da padre italiano, originario della Basilicata, e madre etiope, Luigi Pecora nasce in Etiopia e si trasferisce all'età di sette anni, come profugo di guerra, a Cosenza, dove viene inserito nel Convitto Nazionale della città e dove cresce nel quartiere popolare di Via Popilia, al quale è particolarmente legato.
Da subito stringe un legame molto forte con la musica, interessandosi dapprima al funk e alla black music in generale, sotto l'influenza della madre; in seguito, inizierà, verso gli anni ottanta, ad avvicinarsi alla cultura hip hop come b-boy. Con la frequentazione di centri sociali (in particolare il Gramna), entra a far parte della South Posse, prima posse cosentina, con cui incide nel 1994 il primo LP autoprodotto "1990-1994", come M.C. Louis. Solo dopo un viaggio nella sua madre patria, l'Africa, cambierà il nome in DJ Lugi (questo perché in Etiopia non riuscivano a pronunciare bene il nome "Luigi").
Dopo lo scioglimento della Posse, inizia a collaborare con la storica emittente radiofonica cosentina Radio Ciroma con programmi come Oversize o Rumori e Parole, dove si esibiscono artisti come i Sud Sound System, Soul Boy dei Radical Stuff e un esordiente Mirko Kiave (quest'ultimo appena quindicenne). Nasce così la crew Minamò, insieme, tra gli altri, al sovracitato Kiave e a DJ Marcio, con la quale incide il mixtape Black Train.

### L'approdo a livello nazionale
Anche da Cosenza, l'artista incomincia ad allacciare rapporti con la scena rap sia del nord Italia, sia romana. Hanno luogo così le collaborazioni che lo rendono noto a livello nazionale: inizia con Neffa, con un featuring in I messaggeri pt. 1 contenuto nell'album Neffa & i messaggeri della dopa nel 1996, insieme a Kaos, El Presidente, Dre Love e Phase II; continua nel 1998 con A vous a vous da mille ed una insieme a Fritz da Cat dell'omonimo album; sempre con Fritz compare nel video A vous a vous - la famiglia che verrà trasmesso a livello nazionale dall'emittente televisiva privata Magic TV; collabora con la storica PMC (Porzione Massiccia Crew) nelle tracce Astro del nastro magnetico shop e Boogie Loogie (107) dell'album Demolizione 1; sempre nello stesso anno compare in 107 elementi, nuovamente con Neffa, e nei primi mixtape degli ATPC (Alta Tensione Produzioni Clandestine), insieme a Joe Cassano ed Inoki.
L'anno successivo compare nel mixtape di Neffa Missione Impossibile, nell'album postumo Dio lodato di Joe Cassano e in Novecinquanta di Fritz Da Cat - forse uno degli album più rappresentativi della golden age; Lugi stesso ricorda che la traccia in cui compare, Non c'è limite allo show, non fu inizialmente apprezzata; in seguito, però, risultò essere uno dei pezzi trainanti della compilation del producer genovese. Sempre nello stesso anno collabora in Dietro il cancello dei Gatekeepaz (Calajama, insieme a Turi).
Nello stesso anno si trasferisce a Bologna, dove la cultura hip hop risulta essere particolarmente radicata. Ne trae occasione poiché vince un concorso interno dell'ente per cui lavora, l'ANAS, ed è proprio a Bologna che si innamora, si sposa ed ha tre figlie.
Nel 2000 esce il suo primo album, Ca'pù, che gli sancisce il primato fra gli MCs italiani; l'album viene pubblicato dall'etichetta discografica Jackpot Records di Neffa. Sempre nel 2000, incontra Fabri Fibra, con cui collabora sia in Dinamite Mixtape (In questo mare di MCs), sia in The Album dei Basley Click, dove incontriamo inoltre Fede dei Lyricalz e, nuovamente, Fritz da Cat.
Durante gli anni duemila presenta il 2theBeat, una delle gare di freestyle più importanti e rappresentative a livello nazionale. Rimanendo sempre fedele a un ambiente underground, pubblica poi nel 2008 Lugibello e Lugifero, un EP pubblicato dalla sua etichetta discografica Lugisoul.
Nel 2010 esce Bidimu 'cchi 'nescia, album autoprodotto, pubblicato dall'Audioplate Records in freedownload, mixato e masterizzato da Kiave; l'anno successivo collabora con Mama Marjas in Soulcombination.
Nel 2013 si unisce a DJ Trix (Zona Dopa) e Moddi MC (Pooglia Tribe), formando così la crew denominata Capsicum set, insieme alla quale apre il concerto a Milano dei De La Soul.
Un anno dopo collabora con i Med'uza, in un singolo, Alla lontana, che compare nel loro primo album.
L'aspetto 'live' della musica di Lugi è sicuramente quello più importante, anche a costo di andare controtendenza; l'MC, infatti, è una presenza costante nella scena musicale bolognese ed immancabile in festival ed eventi musicali che vedono riuniti i grandi nomi sia della vecchia che della nuova scuola, come ad esempio l'Under Festival di Ravenna, il Positive River Festival e molti altri.

## Influenze musicali
Rimanendo coerente con le sue origini africane (Lugi ha dichiarato di essersi sempre sentito "un africano in Italia"), l'artista è molto legato alla black music in generale; in primis il funk (forse l'influenza più forte e la più prepotente nella produzione musicale), che ascoltava e ballava da piccolo per via della madre appassionata di James Brown e che vede quasi come una valvola di sfogo - ma anche il soul, del quale apprezza la forza con cui la sola voce riesce a trasmettere tutta la tristezza e la sofferenza umana, senza dimenticare né il reggae né il jazz.
L'hip hop arriva più tardi (una delle peculiarità dell'artista, infatti, è il non essere arrivato al funk attraverso quello che veniva campionato nei pezzi hip-hop, ma aver intrapreso il percorso inverso), e lo colpisce soprattutto l'aspetto sociale e di denuncia della musica - la possibilità di "ascoltare un disperato che sta per strada e parla dei suoi problemi".
Essendo Lugi stesso cresciuto in periferia, tra via Panebianco e via Popilia, impara ad amare il suo quartiere, anche con le numerose criticità che esso porta dietro; dell'ambiente in cui cresce ne parla soprattutto nel suo primo album Ca'pù. Questo legame con la città e con "la strada" si riflette anche nel linguaggio, arrivando quasi a codificare uno 'stile Lugi', che vede un uso moderato del dialetto cosentino e un flow molto musicale; uno stile difficilmente imitabile sia per il timbro della voce, sia per la metrica e i contenuti.

## Discografia

### Con i South Posse
- 1994 - 1990–1994

### Da solista
- 1999 - Ca'pù
- 2008 - Lugibello e Lugifero
- 2010 - Bidimu 'cchi 'nescia (con Kalibri Kalabri)

### Collaborazioni
- 1996 - I messaggeri pt. 1 feat. Phase II, Esa, Kaos, Dre Love (tratto da Neffa & i messaggeri della dopa di Neffa)
- 1998 - A vous a vous da mille e una (tratto da Fritzdacat di Fritz da Cat)
- 1998 -Astro del nastro magnetico shop (tratto da Demolizione 1 di PMC)
- 1998 - Boogie Loogie (107) (tratto da Demolizione 1 di PMC)
- 1998 - 8 (tratto da 50 eMCee's Vol.1 di A.T.P.C.)
- 1998 - Boogie Loogie BPM (tratto da 107 elementi di Neffa, 1998)
- 1998 - 2 feat. Inoki, Joe Cassano (tratto da 50 eMCee's Vol.2 di A.T.P.C.)
- 1999 - Toniinmegatoni feat. Neffa (tratto da Missione Impossibile)
- 1999 - Non c'é limite dallo show (tratto da Novecinquanta di Fritz da Cat)
- 1999 - Base Tributo (tratto da Dio lodato di Joe Cassano)
- 1999 - Tributo feat. A.Cassano, Devonpepse, Inoki, Camelz Finezza Click (tratto da Dio lodato di Joe Cassano)
- 1999 - Teach'em right feat. Devonpepse, Gambino (tratto da Dio lodato di Joe Cassano)
- 1999 - Calajama feat. Turi (tratto da Dietro il cancello di Gate Keepaz)
- 1999 - Funktastici MCs feat. Esa (tratto da Master Freez di Master Freez)
- 2000 - In questo mare di MCs di Fabri Fibra (tratto da Dinamite Mixtape dei Teste Mobili)
- 2001 - Da parte mia (tratto da The Album dei Basley Click)
- 2002 - Inutile tentare (tratto da L'anello mancante EP dei Neo Ex)
- 2003 - Funktastici MCs feat. Esa, Master Freez (tratto da Summer Biz Vol. 3)
- 2008 - Make it feat. Paco, Alpha9 (tratto da Audio Play It)
- 2008 - L'impronta (tratto da Full Immersion di Fuoco negli occhi)
- 2009 - Peace Unity & Having Fun feat. Kiave, Ghemon (tratto da Renegades of funk)
- 2009 - Voodoo Funk feat. Cripto (tratto da BO.Low Life di BPS Click)
- 2009 - C6? (Ci sto) Remix feat. Casa del crudo (tratto da Infinite possibilità di Kiave)
- 2010 - Gold school flava (tratto da Knowledge Explosion di Dj Serio)
- 2010 - Suono (tratto da Bolo Style - Mixtape di Real Fava)
- 2010 - You and I (tratto da Metropolis Stepson di The Night Skinny)
- 2010 - Dose di pace feat. Dargen D'Amico, Danti (tratto da Sogni d'oro di Rischio)
- 2011 - Mixtapes (tratto da Mad Chillin Mixtape di Mad Kid)
- 2012 - Strangelove feat. Illop (tratto da Il rap in Calabria - Mixtape)
- 2012 - Akira Funky Power feat. Casa del crudo, Già Già Love, Tony Polo (tratto da Il rap in Calabria - Mixtape)
- 2014 - Alla lontana (tratto da Med'uza One di Med'uza)
- 2014 - Soulcombination feat. Mama Marjas